# Onthophagus brevisetis
Onthophagus brevisetis är en skalbaggsart som beskrevs av D'orbigny 1915. Onthophagus brevisetis ingår i släktet Onthophagus och familjen bladhorningar. Inga underarter finns listade i Catalogue of Life.